# Hélio Pereira dos Santos
Hélio Pereira dos Santos (* 18. November 1967 in Pão de Açúcar, Alagoas) ist ein brasilianischer römisch-katholischer Geistlicher und Bischof von Serrinha.

## Leben
Hélio Pereira dos Santos studierte von 1990 bis 1992 Philosophie am Priesterseminar in Maceió und von 1993 bis 1996 Katholische Theologie an der Päpstlichen Katholischen Universität von Rio de Janeiro. Zudem absolvierte er Kurse in Literaturwissenschaft an der Universidade Federal de Alagoas in Maceió, in Geschichtswissenschaft am Centro de Estudos Superiores de Maceió (CESMAC) und in Englischer Sprache an der Universidade Candido Mendes. Pereira dos Santos wurde am 27. Dezember 1995 zum Diakon geweiht und empfing am 19. Dezember 1996 durch den Bischof von Palmeira dos Índios, Fernando Iório Rodrigues, das Sakrament der Priesterweihe.
Nach der Priesterweihe war Hélio Pereira dos Santos Schatzmeister des Kollegs São Vicente in Pão de Açúcar, Regens des Priesterseminars São João Maria Vianney in Palmeira dos Índios, Kaplan in den Pfarreien São Vicente und Nossa Senhora do Amparo, Pfarrvikar der Pfarrei Nossa Senhora da Saúde in Igaci, Koordinator für die Pastoral, Generalvikar des Bistums Palmeira dos Índios, Diözesankanzler, Pfarrer der Pfarrei Bom Jesus dos Pobres in Quebrangulo sowie Mitglied des Priesterrats und des Konsultorenkollegiums. Zudem lehrte Pereira dos Santos an der Fundação Estadual da Saúde in Sergipe, am Centro de Estudos Superiores de Maceió (CESMAC) und an der Fakultät Santo Tomás de Aquino in Palmeira dos Índios.
Am 27. April 2016 ernannte ihn Papst Franziskus zum Titularbischof von Thiava und zum Weihbischof in São Salvador da Bahia. Die Bischofsweihe spendete ihm der Bischof von Palmeira dos Índios, Dulcênio Fontes de Matos, am 22. Juli desselben Jahres in der Kathedrale Nossa Senhora do Amparo in Palmeira dos Índios; Mitkonsekratoren war der Erzbischof von São Salvador da Bahia, Murilo Sebastião Ramos Krieger SCI, und der Weihbischof im Brasilianischen Militärordinariat, José Francisco Falcão de Barros.
Papst Franziskus bestellte ihn am 16. Oktober 2020 zum Koadjutorbischof von Serrinha. Hélio Pereira dos Santos wurde am 3. Februar 2021 in Nachfolge von Ottorino Assolari CSF, der aus Altersgründen zurücktrat, Bischof von Serrinha.